# Сахаранпур
Сахаранпур (англ. Saharanpur, хинди सहारनपुर, урду سهارنپور ‎) — город в Индии, административный центр одноимённого округа в штате Уттар-Прадеш.

## История
Сам город был основан во времена Империи Великих Моголов, однако следы обитание человека в долине Доаб, где он расположен, прослеживаются до 2000 года д.н. э.
Во время царствования шамс ад-дина Илтутмиша (1211-36), регион входит в состав Делийского султаната. Когда в 1340 году один из последующих правителей султаната, Мухаммед бин Туглук, предпринял поход с целью подавления восстания правителей Сивалика, он, согласно местной традиции, узнал о присутствии на берегу реки Паондхой святого суфия. После посещения этого мудреца, звавшегося Шахом Хараном Чишти, Мухаммед приказал назвать эту местность в его часть, «Шах-Харанпуром». Могила святого расположена в старейшем квартале города.
Могольский император Акбар I Великий даровал местность Радже Шах Ран Веер Сингху, знатному джайну при своём дворе, который заложил современный город на месте расквартирования армии. Город был окружён стеной и имел четверо ворот: Сарай, Мали, Буриа и Лакхи. Руины старого форта Шах Ран Веер Сингха всё ещё можно увидеть в местности Чаундхариан. Им так же был построен большой джанйский храм.

## Достопримечательности
Ботанический сад Сахаранпура, известный как «Сад Компании» (англ. Company Garden) является одним из старейших в Индии и был основан не позднее 1750 года. В 1817 году он был приобретён Британской Ост-Индской компанией. В 1887 году, когда Ботанический Надзор Индии (англ. Botanical Survey of India) реформировал ботанические науки страны, Сахаранпур становится центром исследования североиндийской флоры. Считается, что по вкладу в науку и экономику сад находится на втором месте в стране после Сада Калькутты.
Другими достопримечательностями города являются Мемориал Амбедкар, основанный Маявати, главой Уттар-Прадеша, и рынок изделий резьбы по дереву, где представлены прекрасные экземпляры городского искусства, экспортируемые и продающиеся по всему миру. Ежегодно в сентябре в городе проходит исторический социо-религиозный фестиваль Gughal Mela, привлекающий людей всех религий.

## Демография
Согласно индийской переписи населения 2001 года, в Сахаранпуре проживало 452 925 человек, 53 % которых были мужчинами, а 47 % — женщинами. С уровнем грамотности в 78 %, город вошёл в число городов с высоким уровнем грамотности, превышающим общегосударственный (59 %). Среди мужчин уровень грамотности составил 88 %, среди женщин — 70 %. 14 % населения составляли дети возрастом до 6 лет включительно.
По данным на 2013 год численность населения составляет 543 641 человек.
Динамика численности населения города по годам:
| 1991    | 2001    | 2013    |
| ------- | ------- | ------- |
| 374 945 | 455 754 | 543 641 |

## Экономика
Город известен деревообрабатывающей промышленностью, переработкой сельскохозяйственной продукции, включая рис басмати и манго, текстильными предприятиями, производством сахара, бумаги и табачных изделий.

## Транспорт
Город соединён с другими крупными городами Индии посредством железной дороги. Он является важным узлом Северной Железнодорожной Зоны (англ. Northern Railway Zone), подразделения Indian Railways. В городе находятся станции «Saharanpur-Junction» (расположена в центре города) и «Tapri» на Paper Mill Road.
В 12 км от города расположена база военно-воздушных сил Индии Sarsawa, которая, в настоящее время, не используется для регулярных полётов гражданского населения, однако такие планы имеются. Налажено автобусное сообщение с соседними городами и другими крупными городами вроде Дели, Мератха и Дехрадуна.